# Catriona MacColl
Pour les articles homonymes, voir MacColl.
Catriona MacColl, née le 3 octobre 1954 à Londres, parfois créditée sous le nom de Katherine MacColl, est une actrice britannique. Elle a joué au théâtre, au cinéma et la télévision dans différents pays d'Europe. Elle s'exprime dans un français impeccable.

## Biographie

### Cinéma
Catriona MacColl tient son premier grand rôle en 1978 dans Lady Oscar réalisé par Jacques Demy. Elle connaît ses plus grands succès dans les films d'horreur de l'italien Lucio Fulci. En 1980, le festival d'Avoriaz la découvre dans Frayeurs (Paura nella città dei morti viventi). Le film remporte un succès considérable et remporte le grand prix du public. Conscient du potentiel de son actrice, Lucio Fulci lui propose le rôle principal du très violent  L'Au-delà  (L'Aldila) en 1981. C'est à nouveau un grand succès commun pour les deux artistes. La même année, Catriona MacColl tourne pour la troisième fois consécutive pour Lucio Fulci dans  La Maison près du cimetière  (Quella villa accanto al cimitero). Le film est alors considéré comme le meilleur de Fulci à cette époque.
Mais l'actrice ne souhaite pas se cantonner au genre fantastique. On la voit alors dans la comédie Les Diplômés du dernier rang  de Christian Gion (1982). Elle retrouve également Jacques Demy pour Trois places pour le 26. En 1998, elle joue le rôle de Mrs. Smith dans La fille d'un soldat ne pleure jamais de James Ivory.
En 2004, elle revient au cinéma de genre avec le film Saint Ange de Pascal Laugier. En 2011, elle figure dans l'un des segments du film à sketches The Theatre Bizarre, dans le rôle d'une sorcière, aux côtés d'Udo Kier et de Debbie Rochon.

### Télévision
En 1980 dans La Peau de chagrin de Michel Favart d'après Honoré de Balzac, elle interprète le rôle de la Comtesse Fœdora.
Elle a interprété le rôle secondaire d'Ann Boccara dans la série-phare de France 3 Plus belle la vie.

## Théâtre
- 1975 : Barbe-bleue et son fils imberbe de Jean-Pierre Bisson, mise en scène de l'auteur, Théâtre de Nice
- 1976 : Sarcelles-sur-mer de Jean-Pierre Bisson, mise en scène de l'auteur et Catherine Margerit, Théâtre de Nice

## Filmographie

### Cinéma
- 1978 : Le Dernier amant romantique de Just Jaeckin
- 1979 : Lady Oscar de Jacques Demy : Oscar François de Jarjayes
- 1980 : Voltan le barbare (Hawk the Slayer) de Terry Marcel (en) : Eliane
- 1980 : Le Fils puni de Philippe Collin : la fille à la photocopieuse
- 1980 : Frayeurs (Paura nella città dei morti viventi) de Lucio Fulci : Mary Woodhouse
- 1981 : L'Au-delà (E tu vivrai nel terrore - L'aldilà) de Lucio Fulci : Liza Meril
- 1981 : La Maison près du cimetière (Quella villa accanto al cimitero) de Lucio Fulci : Lucy Boyle
- 1982 : Les Diplômés du dernier rang de Christian Gion : Lucy
- 1983 : Power Game de Fausto Canel (es)
- 1988 : Mangeuses d'hommes de Daniel Colas : Deborah
- 1988 : Trois Places pour le 26 de Jacques Demy : Betty Miller
- 1989 : L'Otage de l'Europe (Jeniec Europy) de Jerzy Kawalerowicz : Lady Lowe
- 1991 : Double Vue (Afraid of the Dark) de Mark Peploe : La femme
- 1992 : Prova di memoria de Marcello Aliprandi
- 1992 : Le Bal des casse-pieds d'Yves Robert : la mère de Jean-Jean
- 1998 : La fille d'un soldat ne pleure jamais (A Soldier's Daughter Never Cries) de James Ivory : Mrs. Smith
- 2004 : Saint Ange de Pascal Laugier : Francard
- 2006 : Une grande année (A Good Year) de Ridley Scott
- 2011 : The Theatre Bizarre (segment The Mother Of Toads de Richard Stanley) : Antoinette
- 2013 : Chimères d'Olivier Beguin : Michelle
- 2013 : Duo d’escrocs (The Love Punch) de Joel Hopkins : une convive au mariage
- 2014 : Horsehead de Romain Basset : Catelyn
- 2019 : Denard Anatomy of An Antihero : Kate Denard
- 2020 : Anatomy of an Antihero: Redemption : Kate Denard
- 2021 : You and Eye : Catherine
- 2021 : Borrowed Time 3 : Kate Denard

### Télévision

#### Téléfilms
- 1979 : Les Moyens du bord : Grace
- 1980 : La Peau de chagrin de Michel Favart : Foedara
- 1981 : Noires sont les galaxies : Mme Genson
- 1982 : Pleine lune de Jean-Pierre Richard
- 1985 : Sonntag : Nancy
- 2002 : Les Filles du calendrier de Jean-Pierre Vergne : Sue
- 2004 : Les Filles du calendrier sur scène de Jean-Pierre Vergne : Sue

#### Séries télévisées
- 1978 : Il était un musicien (1 épisode) : Camille Moke
- 1980 : Sherlock Holmes and Doctor Watson (1 épisode) : Helen Grey
- 1980 : L'inspecteur mène l'enquête (1 épisode)
- 1980 : Noires sont les galaxies (4 épisodes)
- 1982 : Les Amours des années grises (1 épisode) : Patricia
- 1982 : Squadron : Dr Susan Young
- 1984 : Les Derniers Jours de Pompéi (The Last Days of Pompeii) : Julia
- 1984 : Mitch (1 épisode) : Linda Doolan
- 1985 : Mission casse-cou (1 épisode) : Angie Hughes
- 1986 : Lytton's Diaries (1 épisode) : Nathalie Navajo
- 1989 : Rintintin junior (1 épisode) : Lydia
- 1989 : Le Voyageur (1 épisode) : Catherine
- 1990 : Force de frappe (1 épisode) : Lorraine Sydberg
- 1990 - 1991 : Waterfront Beat : Margaret Fallows
- 1992 : Cousin William : Carol
- 1995 : Les Frères Hardy (The Hardy Boys) (1 épisode) : Commandant Beaulieu
- 1996 : Troubles (Strangers) (1 épisode) : Eva
- 2006 : Sable noir (1 épisode) : Katherine
- 2006 : Plus belle la vie (20 épisodes) : Ann Boccara
- 2006 - 2007 : Mafiosa, le clan : correspondante DEA
- 2012 : Caïn (1 épisode) : Madame Delphes
- 2016 :  Anatomy of an Anti Hero (1 épisode) : Kate Denard

## Distinctions

### Festivals
Présidente du jury du Festival Court Métrange de Rennes, en 2012 (Festival international du court métrage insolite et fantastiques), et membre du jury en 2019
Membre du jury au Festival International du Film Fantastique d'Audincourt, 2016 et 2019 Bloody week-end